# Mentre Nova York dorm
 Mentre Nova York dorm (títol original en anglès: While the City Sleeps) és una pel·lícula estatunidenca dirigida per Fritz Lang i estrenada el 1956. Ha estat doblada al català.

## Argument
Mentre que l'"assassí amb vermell als llavis" terroritza la ciutat, Amos Kyne, patró d'un gran diari, proposa per la direcció a aquell dels tres caps de servei que puguin donar la notícia de que l'assassí ha estat capturat. Un altre periodista proposa a una secretària del diari que faci d’esquer per a fer caure l’assassí.

## Repartiment
- Dana Andrews: Edward Mobley
- Rhonda Fleming: Dorothy Kyne
- George Sanders: Mark Loving
- Howard Duff: tinent Burt Kaufman
- Thomas Mitchell: John Day Griffith
- Vincent Price: Walter Kyne
- Sally Forrest: Nancy Liggett
- John Drew Barrymore: Robert Manners
- James Craig: 'Honest' Harry Kritzer
- Ida Lupino: Mildred Donner
- Robert Warwick: Amos Kyne
- Mae Marsh: Sra. Manners
- Ralph Peters: Gerald Meade
- Sandy White: Judith Felton
- Larry J. Blake: Tim
- Vladimir Sokoloff: George 'Pop' Pilski

## Rebuda de la crítica
Al crític cinematogràfic Bosley Crowther li va agradar la pel·lícula, especialment la representació, i va escriure: "Ja que és ple de so i fúria, assassinats, amor sagrat i profà i una quota justa d'intriga, l'espectador queda preguntant-se si els magnats de la gegant publicació Kyne es molesten a cobrir aquestes històries mundanes de la mateixa manera que ho fan amb el temps. Però mentre que aquesta platxèria periodística és més vistosa que probable, un guió hermètic i sofisticat de Casey Robinson i la posada en escena fan de While the City Sleeps una divertida ficció."
La revista de cinema Time Out va escriure sobre el film: "Lang fa un ús inspirat d'oficines amb parets de vidre, on tot es veu i res no es mostra, i traça paral·leles explícites entre Andrews i l'assassí."